# Cyanonedys lugubris
Cyanonedys lugubris är en tvåvingeart som beskrevs av Hermann 1912. Cyanonedys lugubris ingår i släktet Cyanonedys och familjen rovflugor. Inga underarter finns listade i Catalogue of Life.